# Maskaron

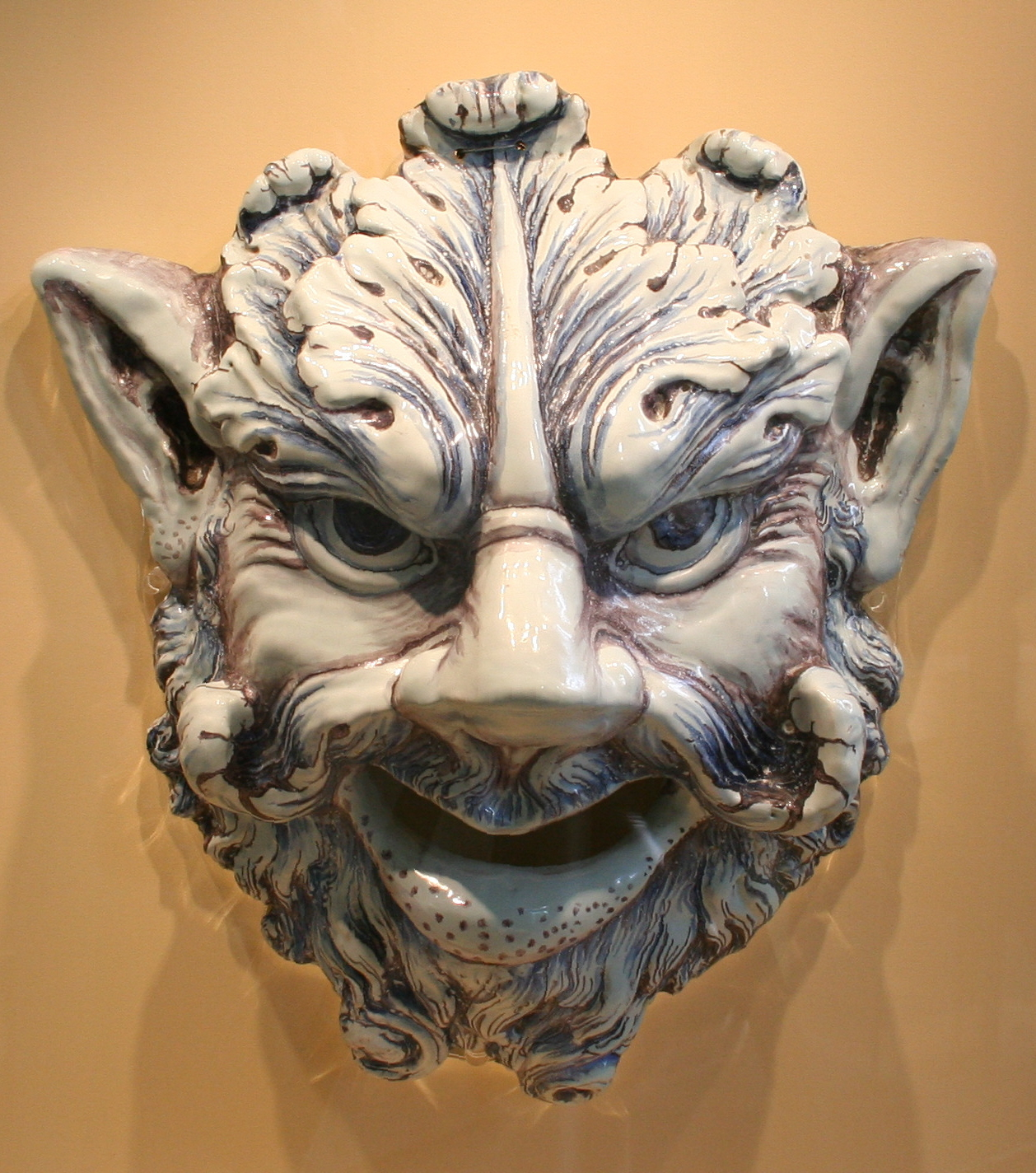
Fayence-Maskaron aus dem 17. Jahrhundert

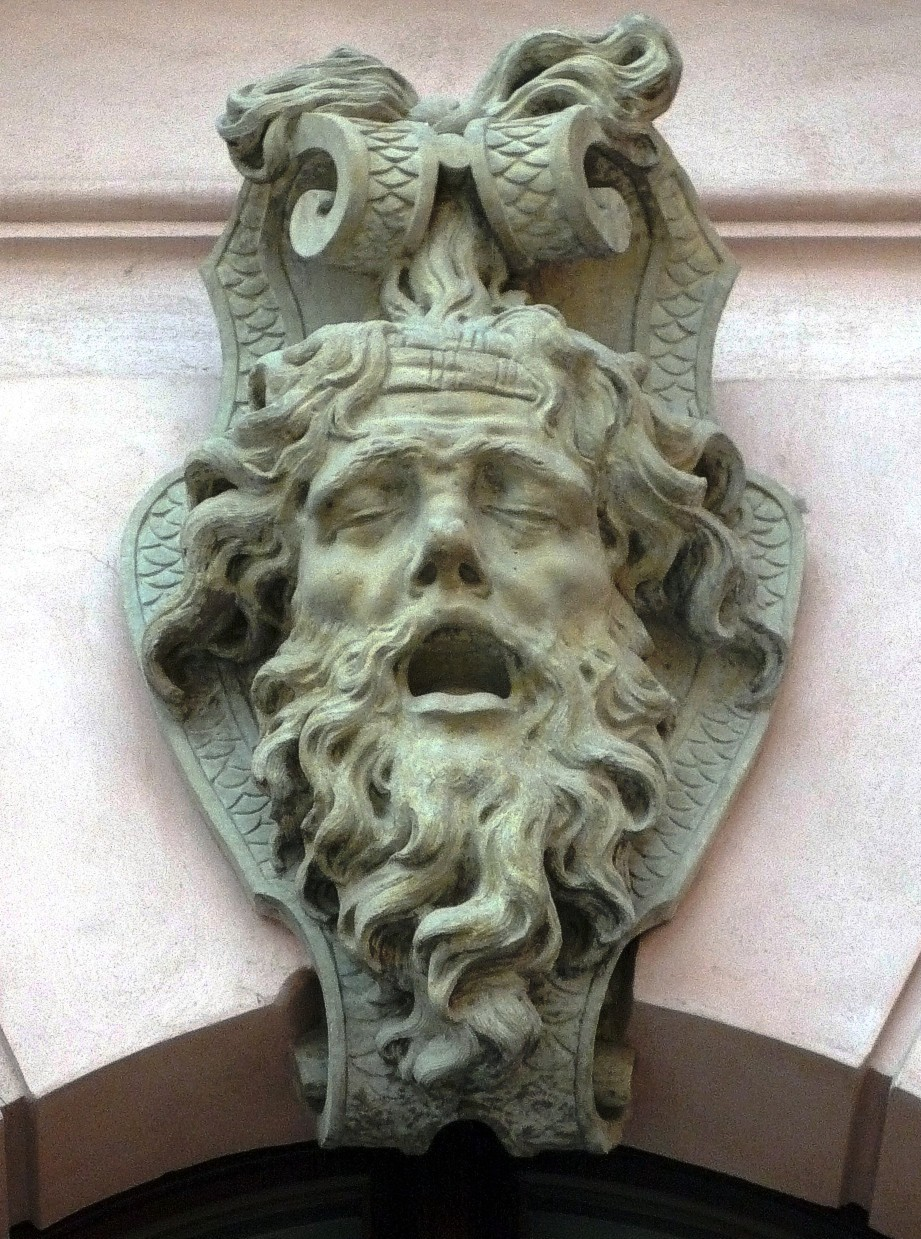
Andreas Schlüter: Kopf eines sterbenden Kriegers als Maskaron am Zeughaus Berlin

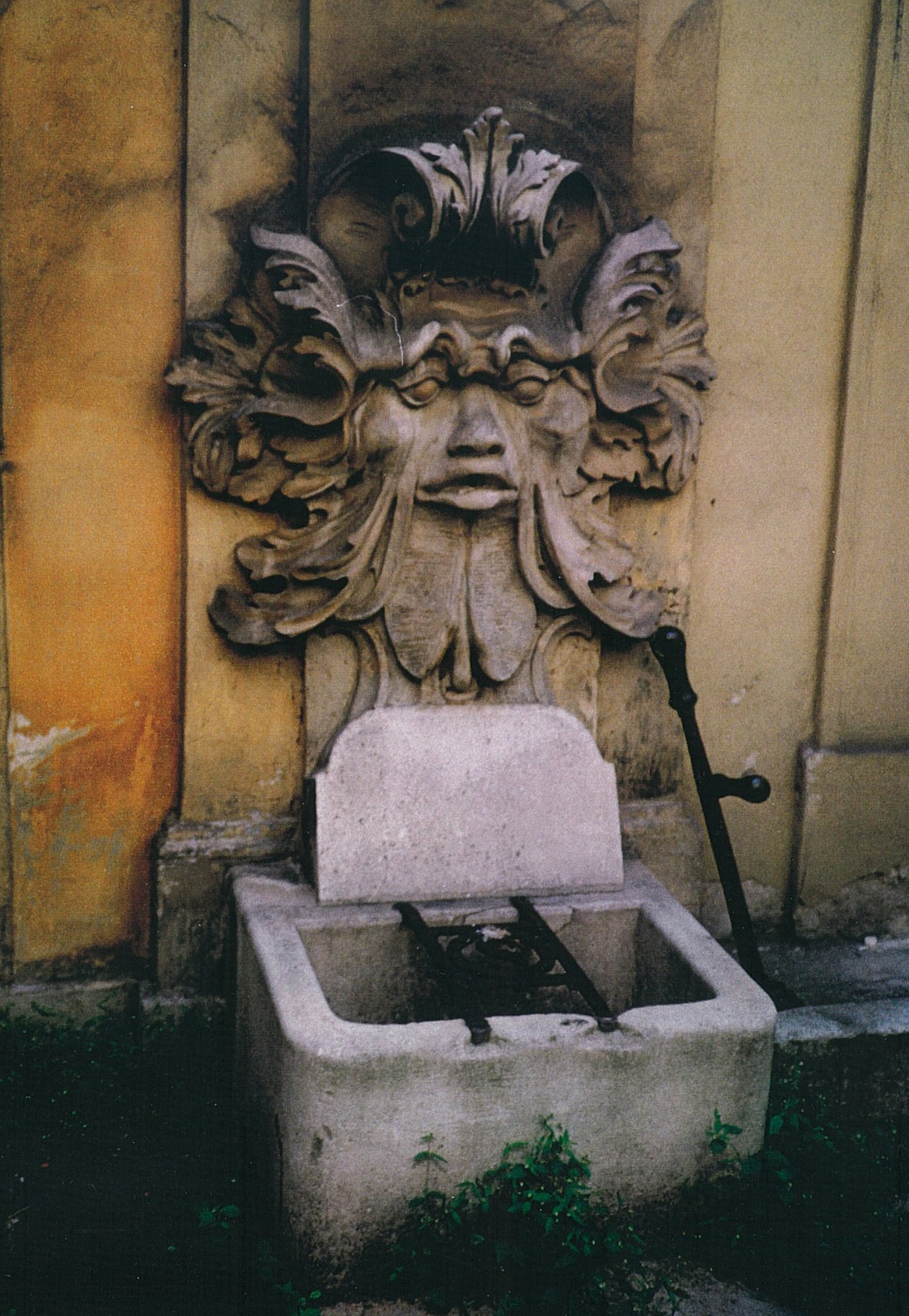
Maskaron mit Brunnenschale im Palais Kinsky in Wien

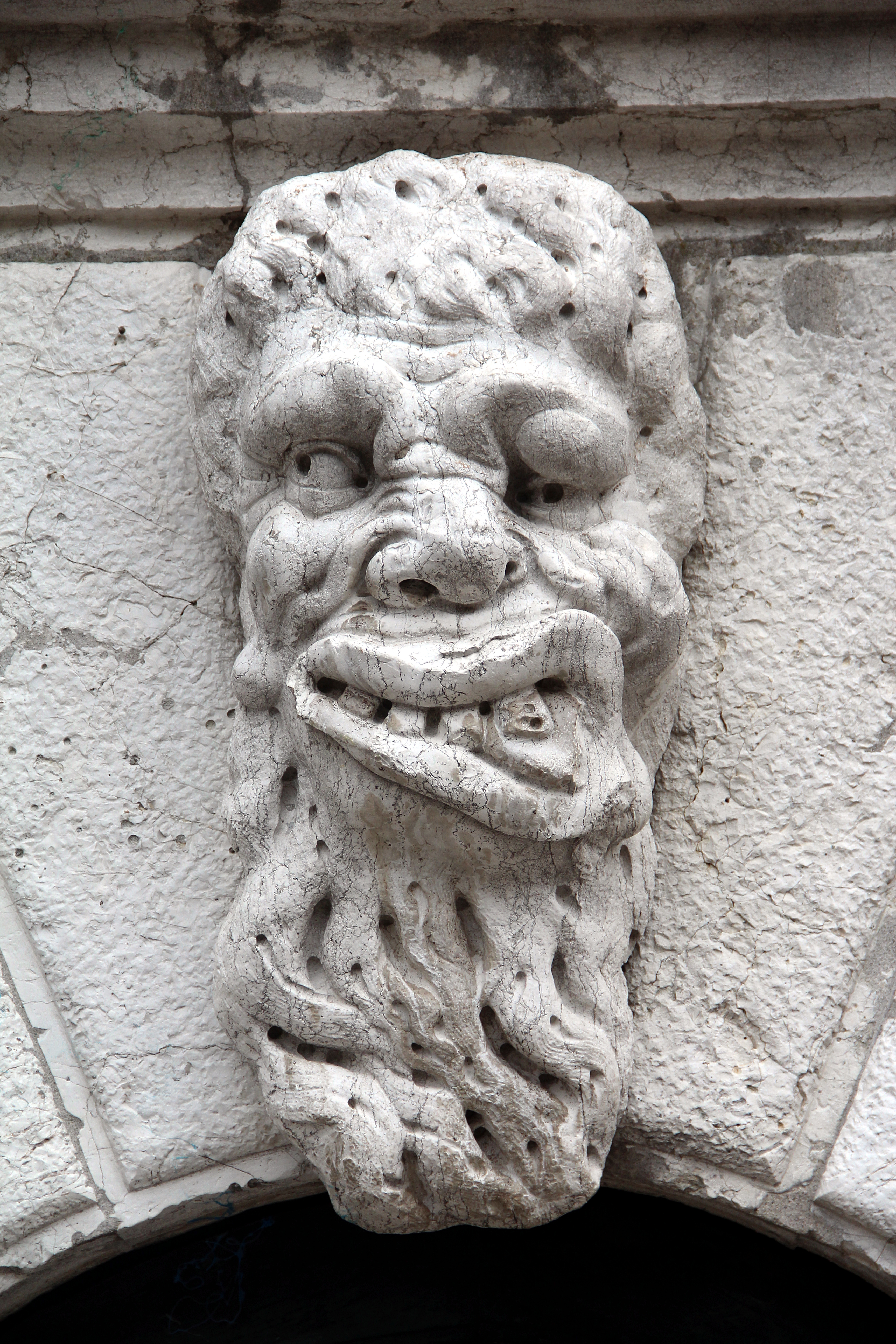
Mascaron schmückt die Eingangstür des Glockenturms der Kirche Santa Maria Formosa in Venedig.

Ein Maskaron (franz. Fratzengesicht) oder Fratzenkopf (Fratze) ist ein als Halbplastik ausgeführter Schmuck an Bauwerken im Innen- und Außenbereich in der Art einer Drolerie und, in kleinerer Form, an Möbeln, Gefäßen, Waffen und in der Heraldik. Der Maskaron stellt das grotesk oder schreckeinflößend gestaltete, menschenähnliche Antlitz eines Fabelwesens oder einer Gottheit dar. Im Gegensatz zum Neidkopf, der seinen Ursprung im Zauberglauben hat, und zum Wasserspeier, der dem Ableiten von Regenwasser dient, hat der Maskaron reine Schmuckfunktion.

## Geschichte
Der Maskaron ist als karikierende Form einer Maskendarstellung seit der Antike bekannt. Im Gegensatz zur Maske ist der Maskaron mit dem Gegenstand, den er ziert, fest verbunden. Es findet sich als Architekturschmuck an Schlusssteinen von Gewölben, Tor- und Fensterbögen, an Konsolen und als Raumdekoration. Die Aussageabsicht schwankt zwischen Scherz und Allegorie. Die starre Maskendarstellung wird häufig durch Elemente der Bewegung – verzerrte Gesichtszüge, geöffneter Mund, aufgeblasene Wangen – erweitert, womit das Phantastische bis zum überraschenden Schauder gesteigert wird. Eine Sonderform stellt der als Wandbrunnen gestaltete Maskaron dar, aus dessen Mund Wasser in eine Brunnenschale fließt.
Ende des 16. Jahrhunderts entwarf der Maler Federico Zuccari für seinen römischen Palazzo ein Gartenportal in der Form eines großen Mascherone, durch den der Garten betreten werden konnte.
Zur Zeit des „Sonnenkönigs“ Ludwig XIV. wurden Maskaronen gelegentlich mit einem Strahlenkranz versehen. Im 19. Jahrhundert wurde der Maskaron als (meist vorgefertigter) Fassadenschmuck für städtische Wohnhäuser wiederentdeckt. Ein übergroßer Maskaron befindet sich an einer Felswand im Giardino Giusti in Verona.

## Heraldik
- 1500: Das Wappen der Ebner von Eschenbach, nebst einem andern in welchem zwey Igel im Schilde stehen. In einer reichen Einfassung mit Figuren. Unten in der Mitte stehet die Jahreszahl 1500, zwischen einer Säule, die mit einem Mascaron verzieret ist.[2]

## Numismatik
- Der Taler auf die Einnahme von Gotha (1567) zeigt auf der Vorderseite einen demonstrativ großen Kurschild in einer Renaissancekartusche auf der sich oben ein Maskaron befindet.[3]

## Porzellan
An Porzellangefäßen wird als Maskaron eine Reliefzier in Gestalt eines Gesichts oder Maske verstanden. Derartige Reliefs finden sich bevorzugt als Griffe von Terrinen und Vasen sowie am Ausguss von Kannen.